# Morti nel 1981/Ottobre
| Questa pagina contiene informazioni ricavate automaticamente dalle voci biografiche con l'ausilio del template Bio e di un bot. L'aggiornamento è periodico e automatico e ricostruisce completamente la pagina. Se manca una persona in questa lista, sei pregato di non aggiungerla, ma accertati piuttosto che la sua voce biografica contenga il template Bio e che i dati anagrafici siano correttamente compilati. Se il template Bio manca, inseriscilo tu stesso o, in alternativa, metti l'avviso {{tmp\|Bio}} che ne segnala la mancanza. Se i dati riportati sono sbagliati, correggi direttamente la voce biografica; le modifiche saranno visibili in questa lista entro pochi giorni. Per chiarimenti vedi il progetto biografie. La lista contiene solo le 99 persone che sono citate nell'enciclopedia e per le quali è stato implementato correttamente il template Bio. Pagina aggiornata al 3 mar 2024. |

- 1º ottobre - Alfrēds Hermanovskis, cestista lettone (n. 1915)
- 2 ottobre - Józef Korbas, calciatore polacco (n. 1914)
- 2 ottobre - Fidel LaBarba, pugile statunitense (n. 1905)
- 2 ottobre - Renzo Provinciali, artista e avvocato italiano (n. 1895)
- 2 ottobre - Hazel Scott, musicista, cantante e attrice trinidadiana (n. 1920)
- 2 ottobre - György Újszászy, militare e aviatore ungherese (n. 1912)
- 3 ottobre - Tadeusz Kotarbiński, filosofo e logico polacco (n. 1886)
- 3 ottobre - Shinji Sogō, dirigente d'azienda giapponese (n. 1884)
- 3 ottobre - Mario Vetrone, fisico, matematico e politico italiano (n. 1914)
- 3 ottobre - Fratelli Zacchini, circense italiano (n. 1894)
- 4 ottobre - Umberto Branzoni, arbitro di calcio italiano (n. 1930)
- 4 ottobre - Per Olof Ekström, scrittore e giornalista svedese (n. 1926)
- 4 ottobre - Freddie Lindstrom, giocatore di baseball statunitense (n. 1905)
- 4 ottobre - Čėslaŭ Sipovič, vescovo cattolico bielorusso (n. 1914)
- 5 ottobre - Gloria Grahame, attrice statunitense (n. 1923)
- 5 ottobre - Rodolphe Guilland, bizantinista francese (n. 1888)
- 5 ottobre - Helge Gustafsson, ginnasta svedese (n. 1900)
- 5 ottobre - Clotilde Marghieri, scrittrice italiana (n. 1897)
- 5 ottobre - Anđelko Marušić, calciatore jugoslavo (n. 1911)
- 6 ottobre - Roy Henkel, hockeista su ghiaccio canadese (n. 1905)
- 6 ottobre - Elemer Kocsis, calciatore rumeno (n. 1910)
- 6 ottobre - Anwar al-Sadat, politico e militare egiziano (n. 1918)
- 7 ottobre - Luigi Petroselli, politico e giornalista italiano (n. 1932)
- 7 ottobre - Sergio Solmi, critico letterario, poeta e avvocato italiano (n. 1899)
- 7 ottobre - Georges Vajda, arabista, ebraista e islamista francese (n. 1908)
- 8 ottobre - Armando Bó, attore cinematografico, produttore cinematografico e regista cinematografico argentino (n. 1914)
- 8 ottobre - Gianni Crosio, attore italiano (n. 1902)
- 8 ottobre - Heinz Kohut, medico|Attività2 = psicoanalista austriaco (n. 1913)
- 8 ottobre - Ettore Tavernari, mezzofondista e velocista italiano (n. 1905)
- 9 ottobre - František Fadrhonc, allenatore di calcio cecoslovacco (n. 1914)
- 9 ottobre - Julio Libonatti, allenatore di calcio e calciatore argentino (n. 1901)
- 9 ottobre - Álvaro Ribeiro, filosofo portoghese (n. 1905)
- 10 ottobre - Joan Filbá, cestista spagnolo (n. 1955)
- 10 ottobre - Rolando Marianelli, calciatore italiano (n. 1908)
- 10 ottobre - Nico Rosso, fumettista italiano (n. 1910)
- 12 ottobre - Julius Eisenecker, schermidore tedesco (n. 1903)
- 12 ottobre - Umberto Spadaro, attore italiano (n. 1904)
- 12 ottobre - Luigi Vitto, calciatore e allenatore di calcio italiano (n. 1919)
- 13 ottobre - Nils Asther, attore svedese (n. 1897)
- 13 ottobre - Antonio Berni, pittore e incisore argentino (n. 1905)
- 13 ottobre - Marius Casadesus, violinista e compositore francese (n. 1892)
- 13 ottobre - Philippe Étancelin, pilota automobilistico francese (n. 1896)
- 13 ottobre - Laura Lee, attrice statunitense (n. 1910)
- 13 ottobre - Clelia Matania, attrice italiana (n. 1918)
- 14 ottobre - Kurt Welsch, calciatore tedesco (n. 1917)
- 15 ottobre - Frank De Kova, attore statunitense (n. 1910)
- 15 ottobre - Philip Fotheringham-Parker, pilota automobilistico inglese (n. 1907)
- 15 ottobre - Zoltán Huszárik, regista e sceneggiatore ungherese (n. 1931)
- 15 ottobre - Nikolaj Morozov, allenatore di calcio e calciatore sovietico (n. 1916)
- 16 ottobre - Domenico Balducci, criminale italiano (n. 1930)
- 16 ottobre - Moshe Dayan, generale e politico israeliano (n. 1915)
- 16 ottobre - Edward Heyman, paroliere, scrittore e musicista statunitense (n. 1907)
- 16 ottobre - Orazio Mariani, velocista italiano (n. 1915)
- 16 ottobre - Ivan Udodov, sollevatore sovietico (n. 1924)
- 17 ottobre - Albert Cohen, scrittore svizzero (n. 1895)
- 17 ottobre - Lajos Juhász, calciatore ungherese (n. 1906)
- 18 ottobre - Vincenzo Carrese, fotografo italiano (n. 1910)
- 18 ottobre - Luigi Filosa, avvocato e politico italiano (n. 1897)
- 18 ottobre - Luigi Scaccianoce, scenografo italiano (n. 1914)
- 19 ottobre - Dan Coe, calciatore rumeno (n. 1941)
- 19 ottobre - Johnny Doyle, calciatore scozzese (n. 1951)
- 19 ottobre - Georgij Žarkov, allenatore di calcio e calciatore sovietico (n. 1915)
- 20 ottobre - Mary Chase, scrittrice statunitense (n. 1906)
- 21 ottobre - Armin Meili, architetto e politico svizzero (n. 1892)
- 21 ottobre - Pierre Michel, magistrato francese (n. 1943)
- 21 ottobre - Wilfried Puis, calciatore belga (n. 1943)
- 21 ottobre - Francesco Straullu, poliziotto italiano (n. 1955)
- 22 ottobre - Salvador Arqueta, calciatore spagnolo (n. 1914)
- 22 ottobre - David Burghley, ostacolista, dirigente sportivo e nobile britannico (n. 1905)
- 22 ottobre - Erling Gustavsen, calciatore norvegese (n. 1896)
- 22 ottobre - Enrico Malintoppi, avvocato e politico italiano (n. 1893)
- 23 ottobre - Arduino Angelucci, artista italiano (n. 1901)
- 23 ottobre - Reg Butler, scultore inglese (n. 1913)
- 23 ottobre - Raffaele Mastellari, arbitro di calcio italiano (n. 1904)
- 23 ottobre - Umberto Ridi, ostacolista italiano (n. 1913)
- 24 ottobre - Edith Head, costumista statunitense (n. 1897)
- 24 ottobre - Alexander Kevitz, scacchista statunitense (n. 1902)
- 25 ottobre - Giuseppe Anatrelli, attore italiano (n. 1925)
- 25 ottobre - Barbara Bedford, attrice statunitense (n. 1903)
- 25 ottobre - Ariel Durant, scrittrice russa (n. 1898)
- 25 ottobre - Emily Reuer, attrice e doppiatrice tedesca (n. 1941)
- 26 ottobre - Glenn Anders, attore statunitense (n. 1889)
- 27 ottobre - Anders Knutsson Ångström, fisico svedese (n. 1888)
- 27 ottobre - Giuseppe Nicolosi, ingegnere, architetto e urbanista italiano (n. 1901)
- 27 ottobre - Fantasio Piccoli, regista teatrale italiano (n. 1917)
- 28 ottobre - Hiroshi Akutagawa, attore giapponese (n. 1920)
- 28 ottobre - Luigi Carnacina, gastronomo italiano (n. 1888)
- 28 ottobre - Charles Dellert, ginnasta e multiplista statunitense (n. 1882)
- 29 ottobre - Georges Brassens, cantautore, poeta e attore francese (n. 1921)
- 29 ottobre - Dmitrij Nikolaevič Čečulin, architetto, urbanista e scrittore sovietico (n. 1901)
- 29 ottobre - Hugo Hadwiger, matematico svizzero (n. 1908)
- 29 ottobre - Ruggero Moscati, storico italiano (n. 1908)
- 30 ottobre - Aline van Barentzen, pianista statunitense (n. 1897)
- 30 ottobre - Lew Jenkins, pugile statunitense (n. 1916)
- 30 ottobre - Stylianos Mavromichalis, politico greco (n. 1902)
- 30 ottobre - Giocondo Pillonetto, poeta italiano (n. 1910)
- 31 ottobre - Antonio Cattalinich, canottiere italiano (n. 1895)
- 31 ottobre - Cino Moscatelli, partigiano e politico italiano (n. 1908)
- 31 ottobre - Arnaldo Sertoli, politico e sindacalista italiano (n. 1892)